# Minilasiocala gutierrezi
Minilasiocala gutierrezi är en skalbaggsart som beskrevs av Martinez 1953. Minilasiocala gutierrezi ingår i släktet Minilasiocala och familjen Rutelidae. Inga underarter finns listade i Catalogue of Life.